# Veturius sinuosus
Veturius sinuosus là một loài bọ cánh cứng trong họ Passalidae. Loài này được Drapiez miêu tả khoa học năm 1817.